# Гёг, Коломан
Ко́ломан (Ка́льман) Гёг (словац. Koloman Gögh, венг. Gőgh Kálmán; 7 января 1948, Кладно — 11 ноября 1995, Гаттендорф, Бургенланд) — чехословацкий футболист венгерского происхождения, защитник. Один из лучших крайних защитников чехословацкого футбола.

## Карьера

### Клубная
Игровую карьеру Коломан Гёг начал в Коларове, в клубе «Дружстевник». Военную службу проходил в «Дукле» (Голешов), которая, как и все «Дуклы», подчинялась министерству обороны.
Десять лет Гёг выступал за братиславский «Слован», в его составе становился чемпионом Чехословакии в сезонах 1973/74 и 1974/75, выигрывал Кубок Чехословакии. В чемпионате Чехословакии Коломан Гёг провёл 225 матчей, забил 3 мяча. Позже играл за австрийский ФЁСТ (Линц), клуб в то время боролся за высокие места в австрийской Бундеслиге и играл в еврокубках. Завершал карьеру Гёг в Чехословакии, в ДАК был играющим тренером.

### В сборной
За сборную Чехословакии Коломан Гёг провёл 55 матчей и забил 1 мяч. Дебютировал в национальной команде 20 декабря 1974 года в товарищеском матче против Ирана. В середине и второй половине 1970-х годов Гёг был одним из основных футболистов чехословацкой команды, в отборочном турнире чемпионата Европы-1976 провёл 3 матча в группе и оба четвертьфинала против сборной Советского Союза, в финальной стадии также отыграл оба матча без замен и стал чемпионом Европы.
Коломан Гёг много играл и в отборочном цикле чемпионата мира-1978, который завершился для чехословацкой сборной неудачно. Вторым и последним крупным турниром в карьере Гёга стал чемпионат Европы-1980, на котором Коломан Гёг провёл все 4 матча без замен и получил бронзовую медаль. Матч за 3-е место против сборной Италии стал для Гёга последним.

### Карьера тренера
В качестве помощника главного тренера работал в «Словане», а в 1986 году Гёг вернулся в Австрию, где в качестве играющего тренера работал с непрофессиональным клубом «Гольс».

## Гибель
11 ноября 1995 года, возвращаясь домой после очередного матча, Коломан Гёг погиб в автомобильной аварии.

## Достижения
- Чемпион Европы: 1976
- Бронзовый призёр чемпионата Европы: 1980
- Чемпион Чехословакии (2): 1973/74, 1974/75
- Обладатель Кубка Чехословакии: 1973/74

## Память

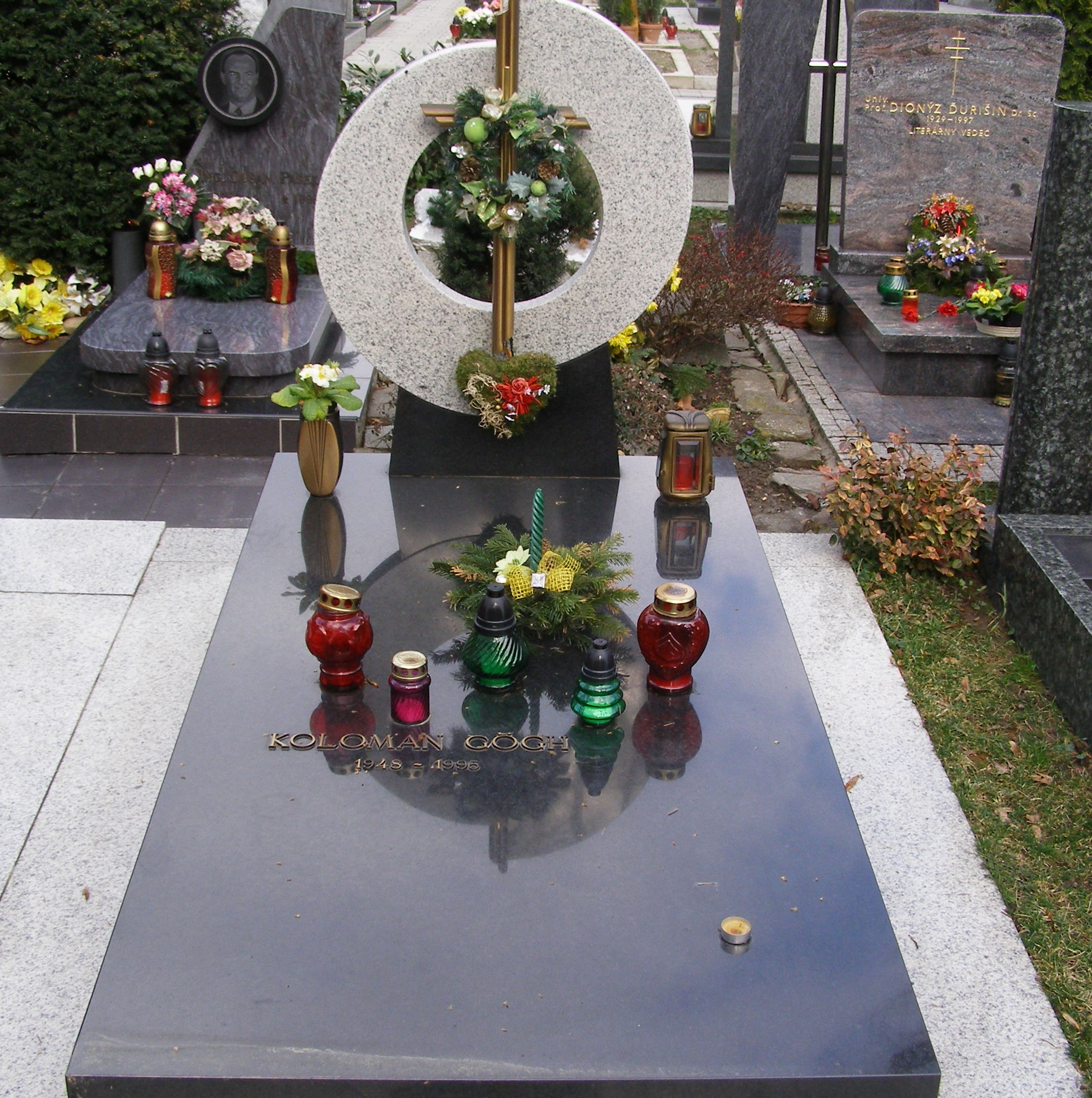
Надгробие на могиле Коломана Гёга в Братиславе

Стадион в Коларове, на котором играет одноимённый футбольный клуб, назван в честь Коломана Гёга.